# ورزشگاه ملی جدید لائوس
ورزشگاه ملی جدید لائوس یک ورزشگاه چند منظوره در شهر وینتیان، در کشور لائوس است که در سال ۲۰۰۹ میلادی ساخته شد. از این مجموعه بیشتر برای مسابقات فوتبال استفاده می شود. این کشور میزبان آیین گشایش و پایانی بازی‌های آسیای جنوب شرقی ۲۰۰۹ بود که هر دو در همین ورزشگاه صورت گرفت.  این ورزشگاه همچنین میزبان بازی دوستانه تیم ملی فوتبال افغانستان و تیم ملی فوتبال لائوس در ۸ خرداد ۱۳۹۴ بوده است.

## بررسی اجمالی
این ورزشگاه پس از تکمیل، جایگزین استادیوم ملی لائوس (که امروزه به عنوان استادیوم قبلی شناخته میشود) شد. مجموعه ورزشی ملی لائوس در حدود ۱۷ کیلومتری مرکز شهر وینتیان واقع شده است و شامل یک ورزشگاه اصلی ۲۵٬۰۰۰ نفری، یک مجموعه شنای سرپوشیده با ظرفیت ۲۰۰۰ نفر با استخر در فضای باز و یک زمین‌بازی تنیس با گنجایش ۲۰۰۰ تماشاگر است. همچنین شش زمین تنیس دیگر و دو استادیوم سرپوشیده نیز در آن ساخته شده که هرکدام گنجایش میزبانی از ۳۰۰۰ تماشاچی را دارد. در این مجموعه ورزشی،‌ یک میدان تیراندازی سرپوشیده نیز با ۵۰ صندلی تعبیه شده است. 